# Niedergurig

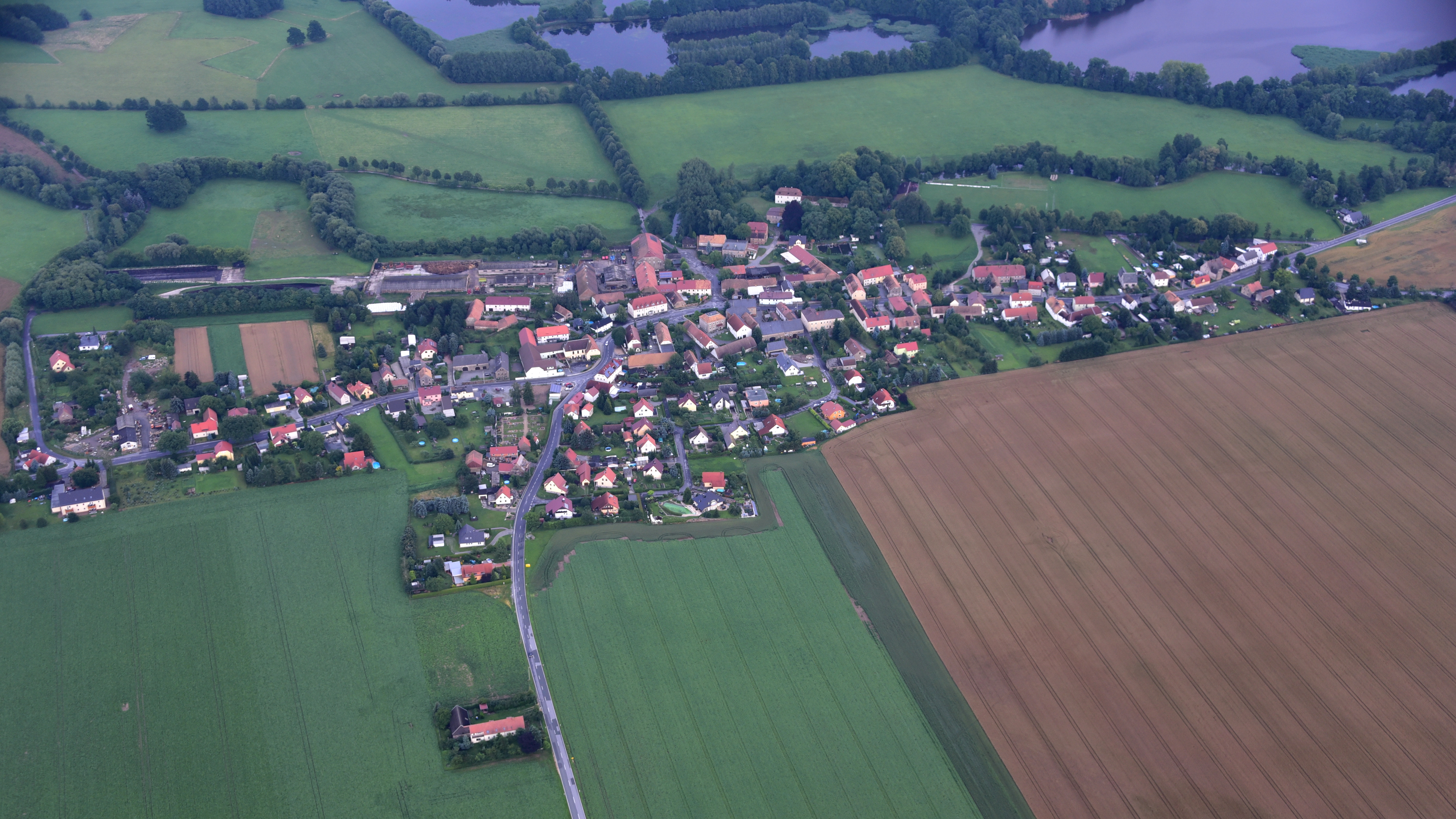
Niedergurig, Luftaufnahme (2017)

Niedergurig, obersorbisch Delnja Hórkaⓘ, ist ein mittelgroßes Dorf im ostsächsischen Landkreis Bautzen und gehört seit 1994 zur Gemeinde Malschwitz. Es liegt in der Oberlausitz und gehört zum sorbischen Siedlungsgebiet.

## Geographie
Niedergurig liegt etwa 5 km nördlich von Bautzen an der Spree auf 154 m ü. NN. Es ist ein Gassendorf; auf der Spreeinsel im östlichen Teil des Ortes befand sich ein barockes Schlossgebäude, welches jedoch 1950 zerstört wurde.
Der direkt unterhalb der Talsperre Bautzen gelegene Ort wird vom Gottlobsberg (180 m) überblickt. Östlich von Niedergurig befinden sich große Fischteiche, die von der Malschwitzer Kleinen Spree gespeist werden, die hier vom Hauptarm des Flusses abzweigt.

## Geschichte

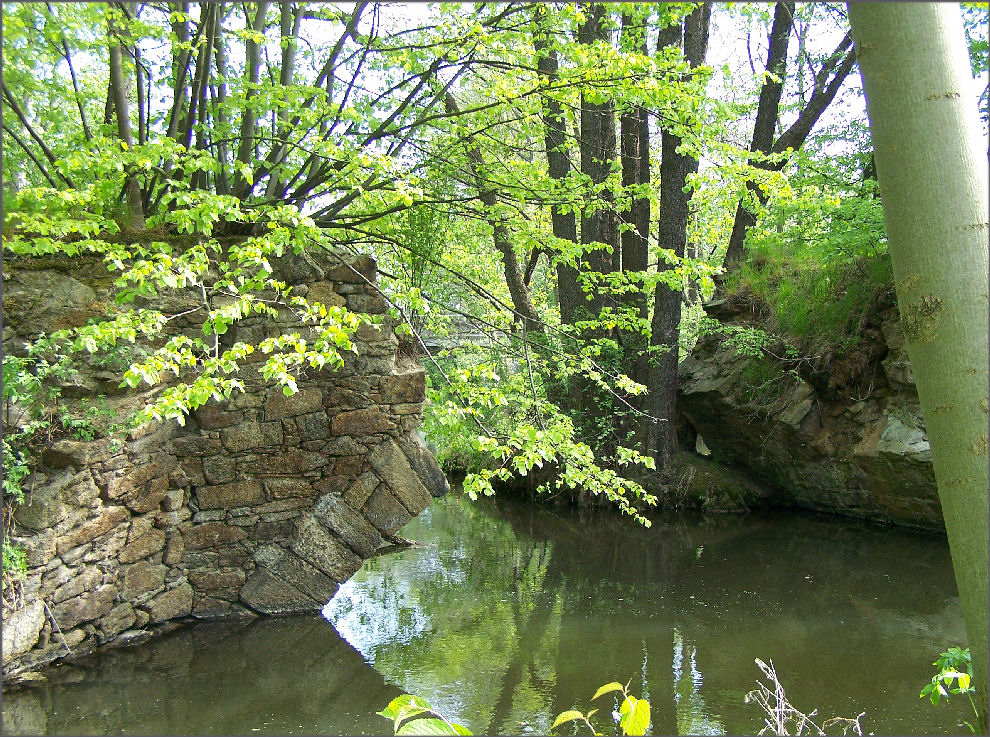
Franzosen- oder Napoleonbrücke in Niedergurig

Der Ort wurde erstmals 1349 als Gorg erwähnt. Der Ortsname leitet sich vom altsorbischen górka („Hügel“, heute obersorbisch hórka) ab. Die heutige Namensform mit dem Präfix Nieder- taucht erstmals 1768 auf, um den Ort von Obergurig zu unterscheiden.
In der Schlacht bei Bautzen am 20./21. Mai 1813 hatten der Spreeübergang und der Gottlobsberg bei Niedergurig hohe strategische Bedeutung und waren daher heftig umkämpft.
Für seine Statistik über die sorbische Bevölkerung in der Oberlausitz ermittelte Arnošt Muka in den achtziger Jahren des 19. Jahrhunderts eine Bevölkerungszahl von 389 Einwohnern; davon waren 364 Sorben (94 %) und 25 Deutsche. 1956 lag der sorbischsprachige Bevölkerungsanteil in der Gemeinde noch bei 48,7 %.
1936 wurden die nahegelegenen Dörfer Briesing und Doberschütz eingemeindet. Bis zum 1. Januar 1994 war Niedergurig eine eigenständige Landgemeinde, dann wurde es nach Malschwitz eingemeindet.

## Wirtschaft
Südwestlich des Ortes befindet sich ein Gewerbepark mit mehreren Produktions- und Verkaufseinrichtungen sowie einem Hotel.

### Verkehr
Die Bundesstraße 156 durchquert Niedergurig; die nächste Anschlussstelle der Autobahn 4 (Bautzen-Ost) ist nur 4 km entfernt. Eine Lokalstraße verbindet Niedergurig mit Quatitz (3 km).
Aufgrund der engen Platzverhältnisse im Ort ist für die B 156 eine Ortsumfahrung westlich von Niedergurig geplant.

## Sehenswürdigkeiten

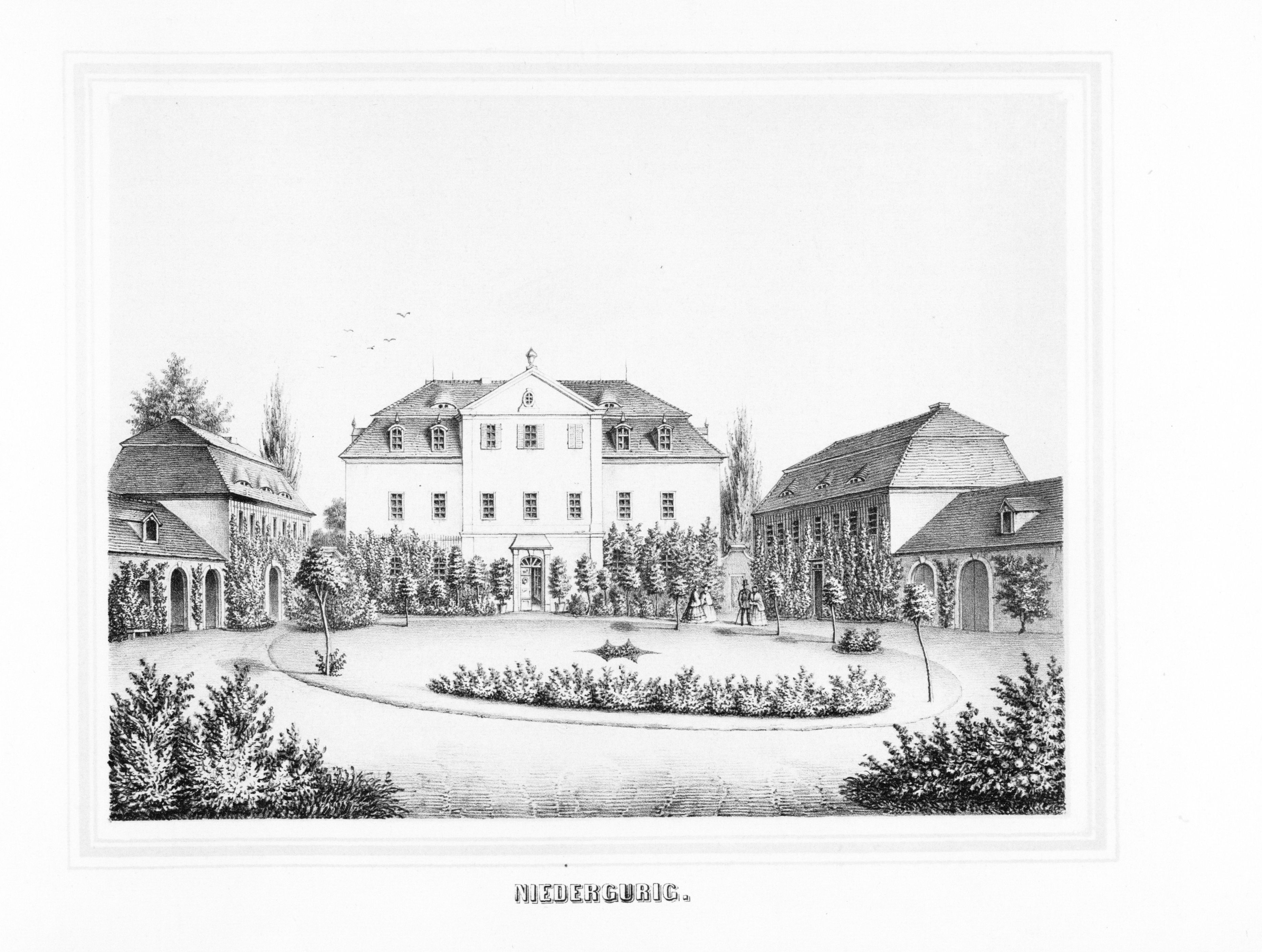
Das Gutshaus Niedergurig um 1859

Am Großen Ziegelteich südlich von Niedergurig steht die zwischen 600 und 800 Jahre alte sogenannte Rieseneiche. Der Brusthöhenumfang beträgt 8,79 m (2016). Sie ziert auch das Wappen der Gemeinde Malschwitz. Auf dem Gottlobsberg an der Talsperre steht ein Lutherdenkmal mit sorbischer Inschrift. Am gegenüberliegenden Spreeufer befinden sich die Reste des Ringwalls der Lubasschanze, einer alten slawischen Befestigungsanlage.
Das Rittergut mit pittoresker Mühle, dessen Wohnhaus (ähnlich dem in Radibor) 1950 aus ideologischen Gründen niedergelegt wurde, geht auf eine alte wasserbefestigte Anlage zurück, von der noch ein gewölbter, als Kapelle angesehener Bau, im Ökonomiebereich heute erhalten ist. Es weist noch die barocke Anlage mit Cour d’honneur, Kavaliershaus und Torhaus, sowie Flügelbauten und Eckpavillons auf einer Spreeinsel auf. Nachdem die Grafen Wallwitz 1945 enteignet worden waren, ist die Schlossinsel heute im Besitz der niederrheinischen Familie Dahmen-Wassenberg.
Von der Brücke der Bundesstraße 156 aus sind zudem die Ruinen der alten Franzosenbrücke über die Spree zu erkennen.

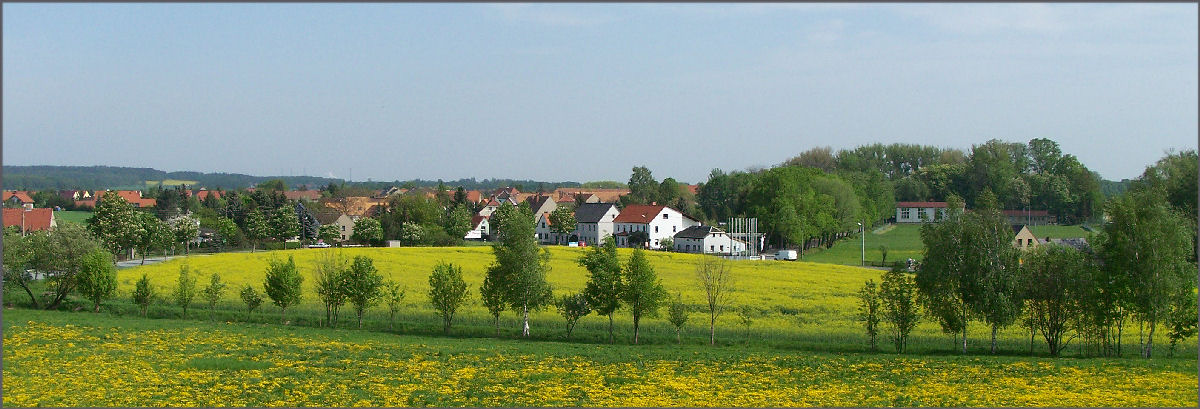
Niedergurig, Ortsansicht aus Richtung Gottlobsberg